# Dalby sockendräkt

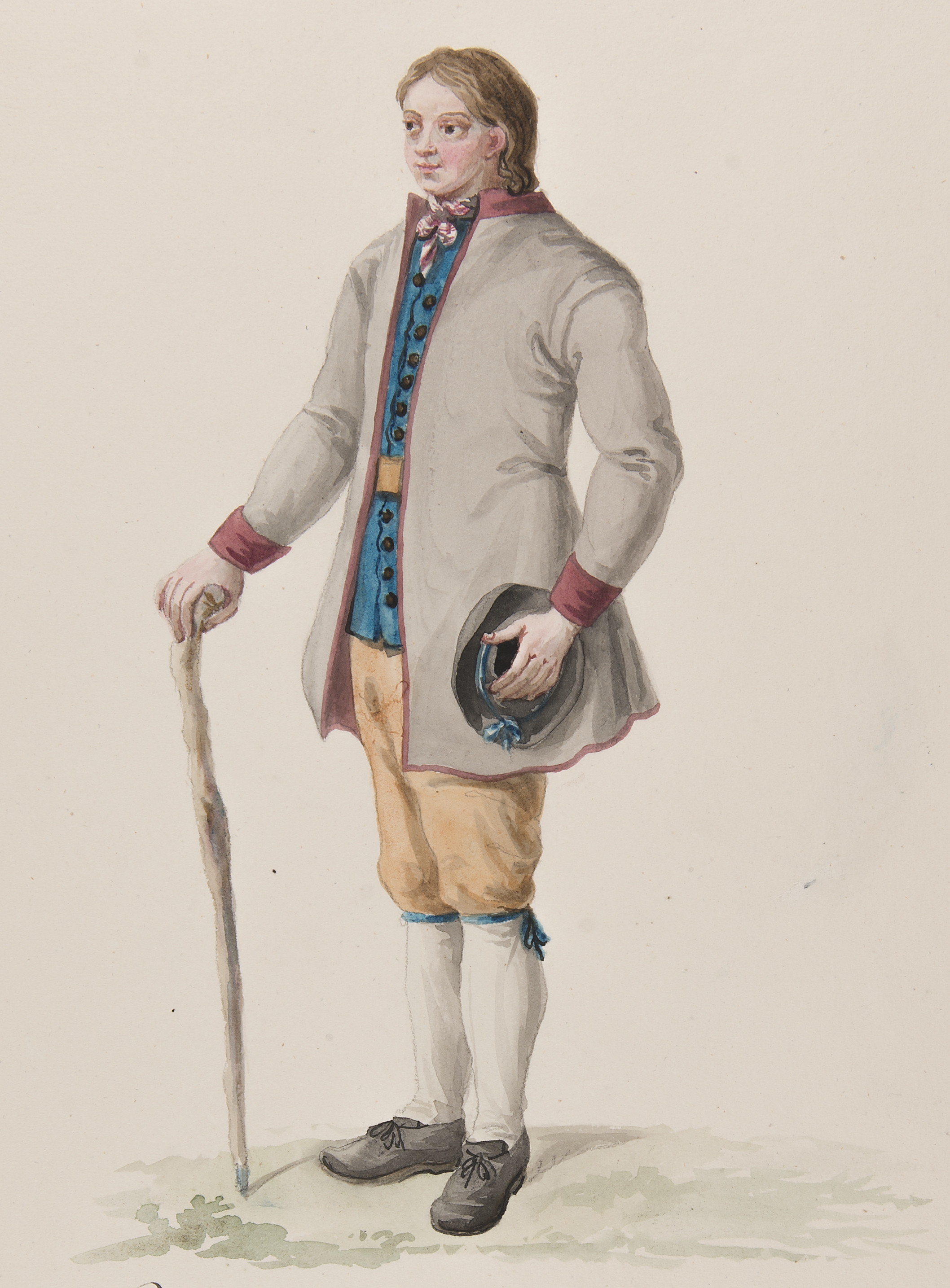
Dräkt. Habitant de la Province de Wermeland- Akvarell i storformat av C.W Swedman - Nordiska museet - NMA.0070170 (1)

Dalby sockendräkt är en folkdräkt (eller bygdedräkt) från Dalby socken i Älvdals härad i Värmland.

## Kvinnodräkten
| Plaggtyp   | Beskrivning                                                                         | Ursprung |
| ---------- | ----------------------------------------------------------------------------------- | -------- |
| Kjol       | Mörkbrun livkjol alternativt svart vid helgdag eller grå med eller utan röd skoning |          |
| Liv        | Ihophäktat framtill , brokigt                                                       |          |
| Överdel    | Mörkblå tröja                                                                       |          |
| Förkläde   | Svart botten, vävt med ränder och brett rutparti alternativt svart med skoning .    |          |
| Halskläde  |                                                                                     |          |
| Huvudbonad | Vit hatt (gift), hårband (ogift)                                                    |          |
| Ytterplagg | Svart tröja med häktor                                                              |          |
| Fotdon     | Skor med gula remmar, vita strumpor                                                 |          |

## Mansdräkten
| Plaggtyp   | Beskrivning | Ursprung |
| ---------- | --- | -------- |
| Byxor      | Grå knäbyxor alternativt skinnbyxor |          |
| Väst       | Svart kläde med knappar |          |
| Överdel    | Skjorta med knytband |          |
| Halskläde  | |          |
| Huvudbonad | Mörkbrun kilmössa “trindmössa” alternativt blank svart kaskett |          |
| Ytterplagg | Långrock “Dalbytröja” utan midjesöm med ett ryggstycke, två framstycken, två infällda kilar (enligt medeltida kolt), mörkbrun vadmal, röda uppslag och lister (senare inslag), ståndkrage (senare inslag), alternativt blå eller svart “armväst” |          |
| Fotdon     | Strumpor - vita strumpor och skor i svart skinn |          |